# スルプスカ共和国

スルプスカ共和国
Република Српска
Republika Srpska

地域の標語：なし
地域の歌：Moja Republika

1. 
2. 

スルプスカ共和国（スルプスカきょうわこく）は、連邦国家であるボスニア・ヘルツェゴビナの構成体の1つ。ボスニア・ヘルツェゴビナの主要3民族のうち、セルビア人を主体とする共和国で、通称はセルビア人共和国。独自の大統領、政府、立法府を持ち、ボスニア・ヘルツェゴビナの全面積の49%を占める。

## 国名
セルビア語でРепублика Српска。スルプスカ (Српска) とは、セルビア (Србија) の形容詞形であり、「セルビア人共和国」の意味だが、セルビア共和国との混同を避けるため、日本の外務省では「スルプスカ共和国」と表記している。
また、英語ではSerb Republicであるが、やはりセルビア共和国 (Republic of Serbia) との混同を避けるためにRepublika Srpskaがしばしば用いられる（詳細は英語版を参照）。

## 歴史
1992年にボスニア・ヘルツェゴビナがユーゴスラビア社会主義連邦共和国からの独立を決めた際、独立に反対したセルビア人はセルビア人共和国（スルプスカ共和国）の樹立とボスニア・ヘルツェゴビナからの分離を主張した。対立は武力衝突に発展し、1995年のデイトン合意まで続くボスニア・ヘルツェゴビナ紛争となった。デイトン合意ではボスニア・ヘルツェゴビナを構成する2つの構成体の1つとしてスルプスカ共和国の存在が国際社会から公認された。チェトニックについては歴史上の都合もあり、未だに一部に支持がある。
独立時の背景から、中央政府の議会の下院において一定の議席枠を有している（定数42のうちボスニア・ヘルツェゴビナ連邦28議席、スルプスカ共和国14議席）。
2022年11月15日、ミロラド・ドディクが大統領に再当選。強固な急進的、保守派となった超国家主義、民族主義の方針を追求する独立社会民主同盟の時代が再び幕を開けた。2023年6月、ボスニア・ヘルツェゴビナ憲法裁判所の規程変更をめぐって、国民議会は憲法裁判所およびデイトン合意の実施を監督する上級代表の決定を無効化する法案を議決した。7月1日にクリスティアン・シュミット上級代表は国民議会が議決した2つの法案の無効を宣言したが、ドディクは法案に署名した。そのためドディクは上級代表の命令を拒否した罪に問われ、2025年2月26日に懲役1年と判決確定日から6年間の政治活動禁止の判決が下された。有罪判決を受けて国民議会はスルプスカ領内における中央政府の治安機関や司法機関の活動を禁止する法案を採択し、3月6日にドディクが署名した。3月14日、国民議会はスルプスカ独自の軍隊や司法機関の設立と他国との連邦形成を可能とする新憲法の草案を採択した。

## 軍事
かつてはもうひとつの国家構成主体であるボスニア・ヘルツェゴビナ連邦ともに、独自の国軍を有していたが、2005年に両構成国の軍隊が統合され、ボスニア・ヘルツェゴビナ軍が創設された。